# Lesmona (Schiff)
Die Lesmona war ein Dreimastschoner mit 310 BRT. Sie wurde 1863 von der Werft G. Wempe in Elsfleth für die Reederei Johannes Tiedemann gebaut. Ihr Name verweist auf den Bremer Ortsteil Lesum, der latinisiert auch Lesmona genannt wurde.
Die Lesmona wurde 1867 nach China gesegelt und dort in der Küstenschifffahrt eingesetzt. Im Mai 1868 fuhr sie von Hongkong Richtung Saigon. Südlich der Insel Hainan wurde sie von zwei Piratendschunken mit Artilleriefeuer angegriffen, geentert und ausgeraubt. Die Piraten sperrten die Besatzung und die Passagiere ein und bohrten dann das Schiff an, um es zu versenken. Dem Segelmacher war es zuvor gelungen, sich in den Segeln zu verstecken. Der Schiffszimmermann konnte mit einem Taschenmesser ein Loch durch ein Schott schneiden und so die Besatzung befreien. Die Besatzung reparierte das Beiboot der Lesmona, die danach sank. Die Besatzung landete nach zwei Tagen auf der Insel Hainan und wurde erneut ausgeraubt. Sie erreichte zehn Tage später Saigon. Mit einem Kanonenboot wurde sie nach Hongkong gebracht.
Die Marine des Norddeutschen Bundes entsandte nach diesem und einem weiteren Vorfall ein Kriegsschiff in die chinesischen Gewässer.